# فالدير فييرا
فالدير فييرا (بالبرتغالية: Valdeir Badú Vieira)، يعرف باسم بادو فييرا، من مواليد 11 يوليو 1944، مدرب كرة قدم برازيلي.
بدأ مسيرته التدريبية في عام 1994 مع نادي الاجويلينسي الكوستاريكي، وفي ابريل 1996 درب منتخب كوستاريكا لكرة القدم، واستمر في تدريبهم حتى يناير 1997، وفي نوفمبر 1997 انتقل إلى تدريب منتخب إيران لكرة القدم،، ودربهم حتى يناير 1998، وفي عام 1998 انتقل إلى تدريب منتخب عمان لكرة القدم، ودربهم حتى عام 1999، ودرب نادي سابريسا امر الكوستاريكي حتى فبراير 2001، ودرب نادي الرجاء البيضاوي المغربي حتى نوفمبر 2001، وفي عام 2001 انتقل إلى تدريب نادي العربي الكويتي، ودربهم حتى عام 2003، وفي يناير 2004 انتقل إلى تدريب نادي الشمال القطري، وفي نوفمبر 2005 انتقل إلى تدريب نادي العربي الكويتي، وتركهم في ابريل 2006، ومنذ يونيو 2006 وهو يدرب نادي ناغانو إلسا الياباني.

## روابط خارجية
- فالدير فييرا على موقع قاعدة بيانات كرة القدم.إي يو (الإنجليزية)
- فالدير فييرا على موقع Soccerway.com (الإنجليزية)